# Село Кенеса Нокина
Село Кенеса Нокина (каз. Кеңес Нокин, до 2007 г. — Новостепановка) — бывшее село в Актюбинской области Казахстана. Находилось в подчинении городской администрации Актобе. В 2018 году стало жилым массивом города Актобе в составе Алматинского административного района. Бывший административный центр Благодарного сельского округа. Код КАТО — 151031100.

## Название
Село получило название в 2007 году в честь Кенеса Нокиновича Нокина (1927—2006), секретаря обкома партии Актюбинской области в 1965—1987 годах и отца Серика Кенесовича Нокина, акима города Актобе в 2006—2008 годах.

## Население
В 1999 году население села составляло 2587 человек (1226 мужчин и 1361 женщина). По данным переписи 2009 года, в селе проживали 4092 человека (1933 мужчины и 2159 женщин).